# یژکوویتسه ویلکیه
یژکوویتسه ویلکیه (به لاتین: Jerzykowice Wielkie) یک روستا در لهستان است که در گمینا لوین کووزکی واقع شده‌است. یژکوویتسه ویلکیه ۸۰ نفر جمعیت دارد.